# Erik Ehrlin
Erik Ehrlin, född 16 augusti 1990, är en svensk friidrottare (trestegshoppare) tävlande för Hammarby IF. Han vann SM-guld i tresteg utomhus år 2014 och 2018 samt inomhus år 2016.

## Personliga rekord
| Utomhus - 110 meter häck – 15,19 (Sollentuna, Sverige 8 juni 2012) - Längdhopp – 7,43 (Göteborg, Sverige 1 juli 2017) - Tresteg – 16,28 (Gävle, Sverige 20 juli 2014) | Inomhus - 60 meter – 7,19 (Sätra, Sverige 8 februari 2014) - 60 meter häck – 8,68 (Sätra, Sverige 12 februari 2012) - Längdhopp – 6,95 (Gävle, Sverige 18 februari 2018) - Längdhopp – 6,95 (Malmö, Sverige 28 februari 2016) - Tresteg – 15,87 (Rud, Norge 10 februari 2019) |